# Facultad de Trabajo Social (Universidad de Granada)
La Facultad de Trabajo Social de Granada es un centro docente universitario perteneciente a la Universidad de Granada, dedicado a la docencia e investigación de los estudios relacionados con el trabajo social.
Está situada en el edificio San Jerónimo, compartiéndolo con la Facultad de Ciencias del Trabajo y enmarcada en el Campus Centro de la Universidad.
Fue fundada en su sede actual en el año 1993, aunque los estudios de Trabajo Social en la Universidad de Granada datan de 1962. Anteriormente, se denominaba Escuela Universitaria de Trabajo Social.
De acuerdo con la clasificación anual de universidades de El Mundo, es una de las mejores facultades de trabajo social de España.

## Docencia
Actualmente en la Facultad de Trabajo Social de la Universidad de Granada se impartes los siguientes estudios universitarios oficiales:
- Grado en Trabajo Social

## Instalaciones y servicios
La Facultad de Trabajo Social tiene como sede el Edificio San Jerónimo, en pleno de la capital granadina, ocupando la última planta de éste. El edificio, así como algunos servicios comunes, son compartidos con la Facultad de Ciencias del Trabajo.
La Facultad está construida sobre un gran patio central de forma casi circular. En la última planta del edificio se encuentran todos los servicios propios del centro: Las aulas docentes, servicios administrativos, despachos departamentales y la delegación de estudiantes.
En las demás plantas están distribuidos el resto de servicios, los cuales conviven con los de la Facultad de Ciencias del Trabajo. La Biblioteca Universitaria, con material de consulta y referencia útil para ambas facultades, el comedor, los puntos de información al estudiante y los servicios de reprografía y fotocopias.

## Departamentos docentes

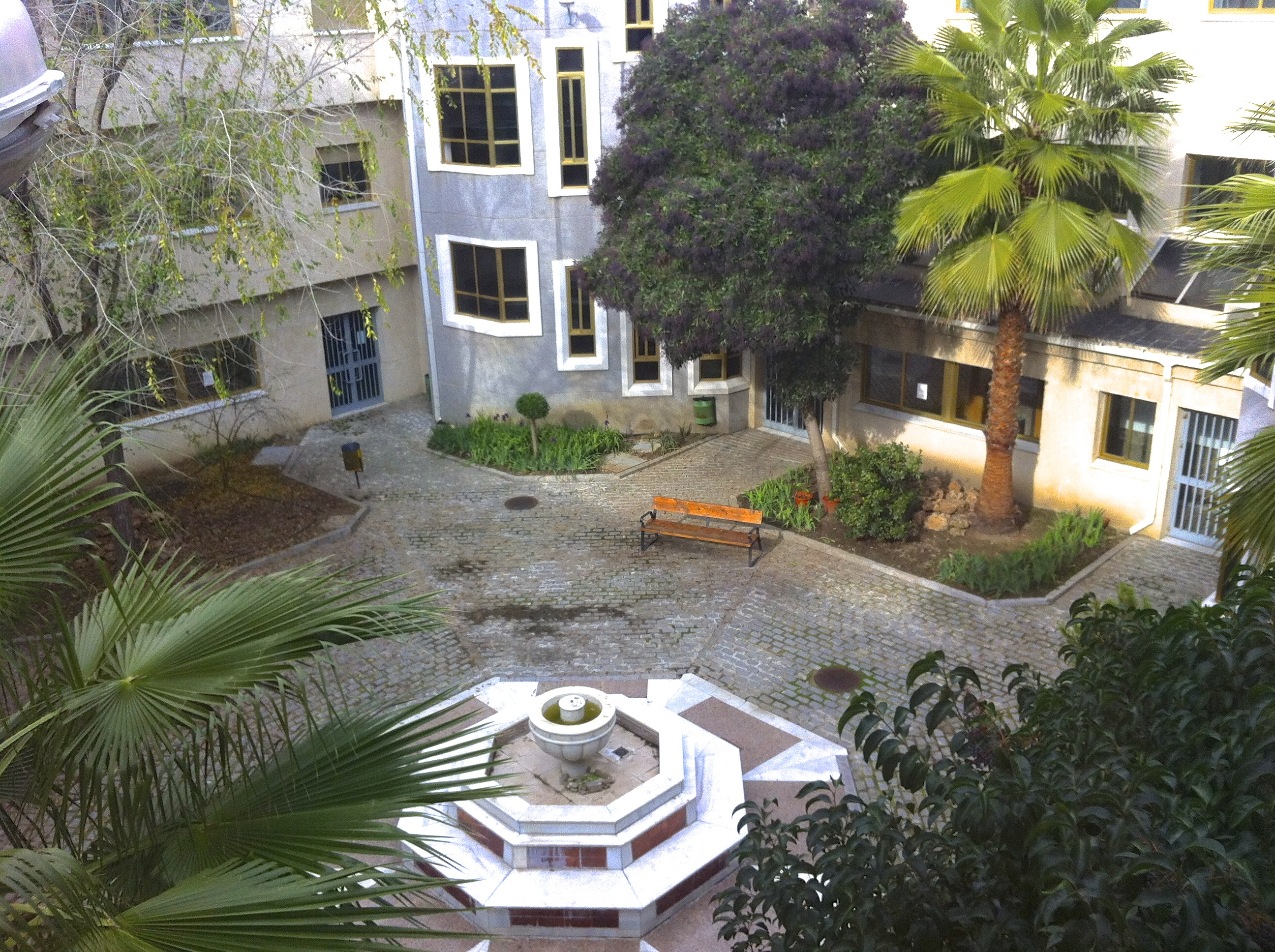
Patio interior del Edificio de San Jerónimo, sede de la Facultad de Trabajo Social y de la Facultad de Ciencias del Trabajo.

La Facultad de Trabajo Social es la sede principal del Departamento de Trabajo Social y Servicios Sociales  de la Universidad de Granada, que imparte clase en este y en otros centros. Así mismo, existen otros departamentos que a pesar de tener su sede en otras facultades de la universidad, también tienen actividad docente en determinadas asignaturas impartidas en la facultad. Concretamente los siguientes departamentos tienen actividad en el centro:
- Departamento de Antropología Social
- Departamento de Derecho Administrativo
- Departamento de Derecho Civil
- Departamento de Derecho Constitucional
- Departamento de Derecho del Trabajo y de la Seguridad Social
- Departamento de Economía Aplicada
- Departamento de Filosofía I
- Departamento de Medicina Preventiva y Salud Pública
- Departamento de Organización de Empresas
- Departamento de Psicología Evolutiva y de la Educación
- Departamento de Psicología Social
- Departamento de Sociología
- Departamento de Trabajo Social y Servicios Sociales